# Obârșia (okręg Gorj)
Obârșia – wieś w Rumunii, w okręgu Gorj, w gminie Dănciulești. W 2011 roku liczyła 629 mieszkańców.